# Pod Kozincem
Pod Kozincem je přírodní památka u Chvalčova v okrese Kroměříž, na východním úpatí vrchu Kozinec. Důvodem ochrany je podhorská louka se vstavači, hořcem hořepníkem (Gentiana pneumonanthe) a dalšími druhy.